# Ferenc Pataki
Ferenc Pataki   (Budapest, 18 de setembre de 1917 - Budapest, 25 d'abril de 1988) va ser un gimnasta artístic hongarès que va competir durant les dècades de 1940 i 1950.
El 1948 va prendre part en els Jocs Olímpics de Londres, on disputà vuit proves del programa de gimnàstica. Guanyà la medalla d'or en l'exercici de terra i la de bronze en el salt sobre cavall i el concurs complet per equips, mentre en les proves individuals finalitzà més enllà de la desena posició. Quatre anys més tard, als Jocs de Hèlsinki, tornà a disputar vuit proves del programa de gimnàstica. Destaca la sisena posició en la prova del concurs complet per equips.